# Blindia sonsoniae
Blindia sonsoniae är en bladmossart som beskrevs av C. Müller 1874. Blindia sonsoniae ingår i släktet blindior, och familjen Seligeriaceae. Inga underarter finns listade i Catalogue of Life.